# Playback
Playback é uma palavra inglesa utilizada para descrever o processo de sonorização que utiliza uma gravação prévia de trilha sonora (diálogo, música, acompanhamento entre outros). O playback costuma ser utilizado em apresentações ou, até mesmo, como guia para outra gravação.
De forma coloquial, pode ser entendido como a base de uma música sem a presença da voz do cantor(a), ou do(s) instrumento(s) solista(s), recurso bastante utilizado em espetáculos. O avanço tecnológico tornou difícil distinguir até que ponto o playback pode estar presente em um concerto de grande porte. Como opção de passatempo ou entretenimento, o caraoquê é um tipo de playback digital, que pode conter características de jogos eletrônicos.